# Conocara kreffti
Conocara kreffti är en fiskart som beskrevs av Sazonov, 1997. Conocara kreffti ingår i släktet Conocara och familjen Alepocephalidae. Inga underarter finns listade i Catalogue of Life.